# Naoya Inoue
Naoya Inoue (jap. 井上尚弥 Inoue Naoya; ur. 19 kwietnia 1993 w Jokohamie) – japoński bokser, były zawodowy mistrz świata organizacji WBO w kategorii super muszej oraz organizacji WBC w junior muszej, a także były zawodowy mistrz świata federacji WBC, WBA, IBF i WBO w wadze koguciej. Aktualny czempion federacji WBC, WBA, IBF i WBO w wadze super koguciej. Pokonał 19 zawodników o tytuł mistrza świata.

## Kariera amatorska
Jest brązowym medalistą Młodzieżowych Mistrzostw Azji z Teheranu z 2010 r. i złoty medalista Pucharu Prezydenta z Dżakarty z 2011 r. Jego rekord walk amatorskich: 75-6 (48 KO i RKS).

## Kariera zawodowa
Zawodową karierę rozpoczął 2 października 2012 w Korakuen Hall, Tokio, pokonując przez KO w czwartej rundzie Filipińczyka Crisona Omayao (16-4-1, 4 KO).
6 kwietnia 2014 w Tokio, Naoya zdobył mistrza świata WBC wagi junior muszej, wygrywając w szóstej rundzie przez techniczny nokaut z meksykańskim mistrzem Adriánem Hernándezem (34-3-1, 19 KO).
5 września 2014 w Tokio, Inoue w pierwszej obronie pasa WBC wagi junior muszej. Pokonał przez techniczny nokaut w jedenastej rundzie Tajlandczyka Samartleka Kokietgyma (17-5-0, 5 KO).
30 grudnia 2014 w Tokio, Japończyk w drugiej rundzie znokautował Argentyńczyka Omara Narvaeza (43-2-2, 23 KO) i zdobył pas WBO w wadze supermuszej. Walka została uznana w Japonii „za japońską walkę roku”, a Naoya uhonorowano jako autora najlepszego nokautu minionego roku.
29 grudnia 2015 w Tokio wygrał przez techniczny nokaut w drugiej rundzie z Filipińczykiem Warlito Parrenasem (24-7-1, 21 KO), broniąc tytułu WBO w wadze super muszej,
30 grudnia 2016 w Tokio pokonał przez techniczny nokaut w szóstej rundzie rodaka Kohei Kono (32-10-1, 13 KO).
30 grudnia 2017 w Jokohamie pokonał przez techniczny nokaut w trzeciej rundzie Francuza Yoana Boyeauxa (41-5, 26 KO), broniąc pas WBO siódmy raz.
25 maja 2018 roku w Tokio znokautował już w pierwszej rundzie Jamiego McDonnella (29-3-1, 13 KO), zdobywając tym samym mistrzowski pas federacji WBA w wadze koguciej.

### TurniejWorld Boxing Super Seriesw wadze koguciej. Zdobycie i obrony tytułówIBFiWBA
7 października 2018 w Jokohamie pokonał przez nokaut w pierwszej rundzie byłego champion IBO Dominikaṅczyka Juana Carlosa Payano (20-2, 9 KO). Tym samym obronił tytuł mistrza świata federacji WBA i przeszedł do półfinału turnieju.
18 maja 2019 w Glasgow w półfinale turnieju WBSS znokautował w drugiej rundzie Portorykańczyka Emmanuela Rodrigueza (19-1, 12 KO), odbierając mu pas IBF. Dzięki temu awansował przy okazji do finału turnieju WBSS.
7 listopada 2019 w Saitamie w finale turnieju World Boxing Super Series, będącym też unifikacją pasów IBF i WBA wagi koguciej, pokonał na punkty Nonito Donaire’a (40-6, 26 KO). Sędziowie punktowali na jego korzyść 116:111, 117:109 i 114:113.
7 czerwca 2022 w Super Arena w Saitamie pokonał przez TKO w 2. rundzie w rewanżowym pojedynku Nonito Donaire’a (42-7, 28 KO). Obronił tym samym tytuły mistrza świata federacji IBF i WBA w wadze koguciej.
13 grudnia 2022 w Ariake Arena, Koto-Ku pokonał przez KO w 11. rundzie Paula Butlera (34-2). Tym samym zunifikował pasy federacji IBF, WBA, WBC i WBO w wadze koguciej. Do momentu przerwania walki karty punktowe przedstawiały się następująco 100-90, 100-90, 100-90 dla Inoue.

### Tytuły mistrza świata WBC i WBO w wadze super koguciej
25 lipca 2023 roku w Ariake Arena w Tokio pokonał przez TKO w 8. rundzie niepokonanego wcześniej Stephena Fultona (21-1, 8. KO). Dzięki temu wywalczył pasy mistrzowskie WBC i WBO w wadze super koguciej. W oczach wielu ekspertów ta wygrana zapewniła mu też pozycję numeru jeden w rankingu najlepszych pięściarzy bez podziału na kategorie wagowe.

### Unifikacja tytułów WBC, WBO, WBA i IBF w wadze super koguciej
26 grudnia 2023 roku w Ariake Arena w Tokio zwyciężył przez KO w 10. rundzie z Filipińczykiem Marlonem Tapalesem (37-4, 19 KO), dzięki czemu jako pierwszy zawodnik w historii zunifikował pasy federacji WBC, WBA, IBF oraz WBO w wadze super koguciej.

### Obrona tytułów WBC, WBO, WBA, IBF w wadze super koguciej
6 maja 2024 roku w Tokyo Dome zwyciężył przez TKO w 6. rundzie z Meksykaninem Luis Nery (35-1). Do momentu przerwania pojedynku na kartach punktowych prowadził Japończyk w stosunku: 48-44, 48-44, 48-44.

## Lista walk na zawodowym ringu
| Wynik   | Rekord | Przeciwnik               | Rozstrzygnięcie | Runda         | Data       | Miejsce                            | Uwagi                                                                                                   |
| ------- | ------ | ------------------------ | --------------- | ------------- | ---------- | ---------------------------------- | --- |
| Wygrana | 29-0   | Ye Joon-Kim              | KO              | 4 (12)        | 24.01.2025 | Ariake Arena, Koto-Ku              | Obronił tytuły mistrza świata WBC, WBA, IBF i WBO w wadze super koguciej                                |
| Wygrana | 28-0   | TJ Doheny                | TKO             | 7 (12)        | 03.09.2024 | Ariake Arena, Koto-Ku              | Obronił tytuły mistrza świata WBC, WBA, IBF i WBO w wadze super koguciej                                |
| Wygrana | 27-0   | Luis Nery                | TKO             | 6 (12)        | 06.05.2024 | Tokyo Dome, Tokio                  | Obronił tytuły mistrza świata WBC, WBA, IBF i WBO w wadze super koguciej                                |
| Wygrana | 26-0   | Marlon Tapales           | KO              | 10 (12)       | 26.12.2023 | Ariake Arena, Koto-Ku              | Zdobył tytuły mistrza świata WBC, WBA, IBF i WBO w wadze super koguciej                                 |
| Wygrana | 25-0   | Stephen Fulton           | TKO             | 8 (12)        | 25.07.2023 | Ariake Arena, Koto-Ku              | Zdobył tytuły mistrza świata WBC i WBO w wadze super koguciej                                           |
| Wygrana | 24-0   | Paul Butler              | KO              | 11 (12)       | 13.12.2022 | Ariake Arena, Koto-Ku              | Obronił tytuły mistrza świata WBA i IBF, a także zdobył tytuły WBC i WBO w wadze koguciej               |
| Wygrana | 23-0   | Nonito Donaire           | TKO             | 2 (12)        | 07.06.2022 | Super Arena, Saitama               | Obronił tytuły mistrza świata WBA i IBF w wadze koguciej                                                |
| Wygrana | 22-0   | Aran Dipaen              | TKO             | 8 (12)        | 14.12.2021 | Kokugikan                          | Obronił tytuły mistrza świata WBA i IBF w wadze koguciej                                                |
| Wygrana | 21-0   | Michael Dasmarinas       | KO              | 3 (12)        | 19.06.2021 | Virgin Hotels Las Vegas, Las Vegas | Obronił tytuły mistrza świata WBA i IBF w wadze koguciej                                                |
| Wygrana | 20-0   | Jason Moloney            | TKO             | 7 (12)        | 31.10.2020 | MGM Grand Las Vegas, Las Vegas     | Obronił tytuły mistrza świata WBA i IBF w wadze koguciej                                                |
| Wygrana | 19-0   | Nonito Donaire           | UD              | 12 (12)       | 07.11.2019 | Super Arena, Saitama               | Obronił tytuły mistrza świata WBA i IBF w wadze koguciej, wygrał turniej World Boxing Super Series      |
| Wygrana | 18:0   | Emmanuel Rodriguez       | KO              | 2 (12),       | 18.05.2019 | SSE Hydro Glasgow Szkocja          | Obrona tytułu mistrza świata WBA i zdobycie tytułu IBF wagi koguciej półfinał World Boxing Super Series |
| Wygrana | 17:0   | Juan Carlos Payano       | KO              | 1 (12), 1:10  | 07.10.2018 | Yokohama Arena, Jokohama           | Obrona tytułu mistrza świata WBA wagi koguciej ćwierćfinał World Boxing Super Series                    |
| Wygrana | 16:0   | Jamie McDonnell          | TKO             | 1 (12), 1:52  | 25.05.2018 | Ota-City General Gymnasium, Tokyo  | Zdobycie tytułu mistrza świata WBA wagi koguciej                                                        |
| Wygrana | 15:0   | Yoan Boyeaux             | TKO             | 3 (12), 1:40  | 30.12.2017 | Cultural Gymnasium, Jokohama       | Obrona mistrzostwa świata WBO wagi supermuszej                                                          |
| Wygrana | 14:0   | Antonio Nieves           | RTD             | 6 (12), 3:00  | 09.09.2017 | StubHub Center, Carson, Kalifornia | Obrona mistrzostwa świata WBO wagi supermuszej                                                          |
| Wygrana | 13:0   | Ricardo Rodriguez        | TKO             | 3 (12), 1:08  | 21.05.2017 | Ariake Colosseum, Tokio            | Obrona mistrzostwa świata WBO wagi supermuszej                                                          |
| Wygrana | 12:0   | Kohei Kono               | TKO             | 6 (12), 1:01  | 30.12.2016 | Ariake Colosseum, Tokio            | Obrona mistrzostwa świata WBO wagi supermuszej                                                          |
| Wygrana | 11:0   | Petchbarngborn Kokietgym | TKO             | 10 (12), 3:03 | 04.09.2016 | Sky Arena, Zama                    | Obrona mistrzostwa świata WBO wagi supermuszej                                                          |
| Wygrana | 10:0   | David Carmona            | UD              | 12            | 08.05.2016 | Ariake Colosseum, Tokio            | Obrona mistrzostwa świata WBO wagi supermuszej                                                          |
| Wygrana | 9:0    | Warlito Parrenas         | TKO             | 2 (12), 1:20  | 29.12.2015 | Ariake Colosseum, Tokio            | Obrona mistrzostwa świata WBO wagi supermuszej                                                          |
| Wygrana | 8:0    | Omar Andrés Narváez      | KO              | 2 (12), 3:01  | 30.12.2014 | Metropolitan Gym, Tokio            | Zdobycie mistrzostwa świata WBO wagi supermuszej                                                        |
| Wygrana | 7:0    | Samartlek Kokietgym      | TKO             | 11 (12), 1:08 | 05.09.2014 | Yoyogi #2 Gymnasium, Tokio         | Obrona mistrzostwa świata WBC wagi junior muszej                                                        |
| Wygrana | 6:0    | Adrián Hernández         | TKO             | 6 (12), 2:54  | 06.04.2014 | Ota-City General Gymnasium, Tokio  | Zdobycie mistrzostwa świata WBC wagi junior muszej                                                      |
| Wygrana | 5:0    | Jerson Mancio            | TKO             | 5 (12), 2:51  | 06.12.2013 | Kokugikan, Tokyo                   | |
| Wygrana | 4:0    | Ryōichi Taguchi          | UD              | 10            | 25.08.2013 | Sky Arena, Zama, Kanagawa          | |
| Wygrana | 3-0    | Yūki Sano                | TKO             | 10 (10), 1:09 | 16.04.2013 | Korakuen Hall, Tokio               | |
| Wygrana | 2-0    | Ngaoprajan Chuwatana     | KO              | 1 (8), 1:50   | 05.01.2013 | Korakuen Hall, Tokio               | |
| Wygrana | 1-0    | Crison Omayao            | KO              | 4 (8), 2:04   | 02.10.2012 | Korakuen Hall, Tokio               | Debiut na zawodowym ringu                                                                               |

Legenda: TKO – techniczny nokaut, KO – nokaut, UD – jednogłośna decyzja, SD- niejednogłośna decyzja, MD – decyzja większości, PTS – walka zakończona na punkty, RTD – techniczna decyzja sędziów

## Wyróżnienia
W styczniu 2015 w Tokio Naoya Inoue został uznany przez tamtejszą komisję bokserską, za najlepszego japońskiego pięściarza 2014 roku.